# Sèves
Sèves – rzeka we Francji, przepływająca przez teren departamentu Manche, o długości 20,7 km. Stanowi dopływ rzeki Douve.